# Consonne fricative glottale sourde
La consonne fricative glottale sourde est un son consonantique assez fréquent dans de nombreuses langues parlées. Le symbole dans l'alphabet phonétique international est un h minuscule : [h].
Quoique cette consonne ne soit pas spécifiquement une fricative, puisqu'elle n'est pas produite par le resserrement de la voie de phonation, on la considère généralement comme faisant partie de ce groupe pour des raisons historiques.

## Caractéristiques
Voici les caractéristiques de la consonne fricative glottale sourde :
- elle ne possède pas de mode d'articulation, elle est plutôt produite par un état de transition de la glotte ; on la considère toutefois comme une fricative pour des raisons historiques ;
- elle ne possède pas de point d'articulation ; le terme glottale réfère à la nature de sa phonation et ne décrit pas une constriction ou une turbulence ;
- sa phonation est sourde, ce qui signifie qu'elle est produite sans la vibration des cordes vocales ;
- c'est une consonne orale, ce qui signifie que l'air ne s’échappe que par la bouche ;
- parce qu'elle est prononcée dans la gorge, sans un organe à l'intérieur de la bouche, la dichotomie central/latéral ne s'applique pas ;
- son mécanisme de courant d'air est égressif pulmonaire, ce qui signifie qu'elle est articulée en poussant l'air par les poumons et à travers le chenal vocatoire, plutôt que par la glotte ou la bouche.

## En français
Le français standard possède le [h], mais de façon très limitée.
Il peut être employé dans certaines interjections, par exemple : ha ! [ha], hop ! [hɔp], et éventuellement dans quelques rares mots, comme le verbe ahaner [a.ha.ne].

## Autres langues
Dans les autres langues d'oïls, on la retrouve en normand, ainsi qu'en saintongeais. Toutefois, en langue wallonne, on le retrouve dans le dialecte liégeois.
En anglais, la plupart des dialectes possèdent le [h], écrit ‹ h ›. Dans certains dialectes, comme le cockney, il n'est pas prononcé.
L'allemand possède le [h], écrit ‹ h ›.
Le kazakh possède le [h], écrit ‹ h › lorsqu'on utilise l'alphabet latin, et ‹ Һ › lorsqu'on emploie l'alphabet cyrillique (lettre qu'on ne retrouve pas dans l'alphabet cyrillique standard).
Certains dialectes de l'espagnol, particulièrement en Amérique, prononcent le [h] comme allophone de /x/, écrit ‹ j › ou ‹ g › (avant e ou i).
Le russe prononce ‹ х › [h], au lieu de l'habituel [x], devant un ‹ е › ou un ‹ и ›.
En coréen, ce son s'exprime via le caractère ㅎ comme dans le mot 하다 [ha̠da̠] "faire".
Le japonais possède le [h].